# آپاشیا
آپاشیا (به انگلیسی: Apaščia)، رودخانه‌ای از شهرداری ناحیه بیرژای، شهرستان پانه‌وژیس از لیتوانی شمالی است. این رود به طول ۸۸ کیلومتر جریان یافته و دارای ناحیه حوضه آبریزی به مساحت ۸۹۳ کیلومتر مربع است.
این رود، ریزابه چپی از نمونلیس می‌باشد.